# Pseuderanthemum hooveri
Pseuderanthemum hooveri är en akantusväxtart som beskrevs av Wassh.. Pseuderanthemum hooveri ingår i släktet Pseuderanthemum och familjen akantusväxter. Inga underarter finns listade i Catalogue of Life.